# Comando Resistencia Urbana Saltillo
El Comando Resistencia Urbana Saltillo (o también llamado Resistencia Urbana Saltillo) fue una guerrilla urbana creada en la ciudad de Saltillo, Coahuila, sacando su primer comunicado el 1 de diciembre del 2012, mismo día en el que el entonces presidente Enrique Peña Nieto. El grupo vio los ataques como una parte legítima de su lucha revolucionaria, que libró "sobre una base social juvenil y militante"

## Historia
El grupo salió a la luz el 1 de diciembre del 2012, en un comunicado donde menciona que distintas células realizaron sabotajes y ataques contra  instalaciones gubernamentales y la sede estatal del PRI en el estado de Coahuila, esto en un comunicado difundido a través del blog Revolucionesmx, la agrupación que dirige el comandante "Mar Hernández", advierte que dichos incidentes son apenas la “primera fase de su lucha", va encaminada a "descubrir las mentiras y la corrupción gubernamental". El segundo comunicado del grupo fue publicado el 27 de diciembre del 2012, se clamó el ataque con cocteles molotov contra las instalaciones de la Auditoría Superior del Estado de Coahuila, ocurrida el pasado 14 de diciembre, dejando leves daños materiales. El grupo en el comunicado abogaba por el juicio y encarcelamiento del exgobernador Humberto Moreira. Este último ataque y su comunicado fueron bastante mediáticos, apareciendo en medios nacionales, apareciendo al mismo tiempo que otros grupos tales como el Ejército Popular Magonista de Liberación Nacional y el Movimiento Anarquista Revolucionario Sanluisino.
El 18 de enero del 2013 es arrestado un joven manifestante que se identificó como "Kratoz" por dos agentes que dijeron pertenecer a la Procuraduría General de Justicia del Estado y lo llevaron a las instalaciones de dicha dependencia para ser investigado. Fue arrestado durante una manifestación por la alza a los precios de transporte público en la ciudad.
En agosto del mismo año el grupo vuelve a sacar un comunicado donde clama responsabilidad en el ataque con bombas molotov al Congreso del estado en la ciudad de Saltillo en su parte trasera. Después de un periodo de inactividad el grupo volvió a atacar a las oficinas de Grupo Proisi en la ciudad de Saltillo, aunque las autoridades no confirmaron este ataque.